# Джудит Гулд
Джудит Гулд (на английски: Judith Gould) е съвместен псевдоним на писателите Рия Галахър (на английски: Rhea Gallaher) и Никълъс Питър Байнс (на английски: Nicholas Peter Bienes). Двамата са съавтори на бестселъри в жанра любовен роман.

## Рия Галахър
Рия Галахър е роден на 2 май 1945 г. в Хариман, малък град близо до Ноксвил, Тенеси, САЩ, където израства. Има брат и две сестри. След гимназията работи различни временни работи. В периода 1965-1966 г. е учител по английски език в държавните училища в Хариман. Учи в Университета на Флорида. Бил е женен в продължение на 2 години. Премества се в Ню Йорк, където е бил сервитьор, държавен пътен работник, асансьорен оператор, и др. В периода 1975-1976 г. е редактор в „Biomedical Information Corp.“ в Ню Йорк, а след това е на свободна практика като редактор, а от 1979 г. е писател.

## Никълъс Питър Байнс
Никълъс „Ник“ Питър Байнс, с рожд. име Клаус Питър Пеер, е роден на 9 януари 1952 г. в Леобен, Австрия, в семейството на Хайнрих, миньор, и Дора Пеер. След смъртта на баща му е осиновен, заедно с по-големия си брат, от Гюнтер, американски войник, и Ерна Байнс, която му е леля. Приемния му баща е разпределен в Белград, а после за 4 години в Германия, където той учи в американските бази и усвоява като роден английския език. Натурализира се в САЩ и приема новото си име. Учи в гимназия в Германия и Мериленд. Запален читател от ученик.
В периода 1970-1973 г. служи в американската армия в бронетанкова дивизия в Германия и получава медал за заслуги. След армията работи по изготвянето на технически софтуер в издателската дейност в Ню Йорк. От 1976 г. е писател на свободна практика.
Заклет ерген, обича мотоциклетите, кучетата, и да събира европейски антики и картини на стари майстори.

## Съвместно творчество
През 1979 г. Ник се опитва да пише в свободното си време, а Рия работи на свободна практика като редактор. Тогава към тях се обръща Луси Гордън, която им предлага да напишат съвместен роман. Ник изоставя проекта си и двамата бързо завършват първите 100 страници, а романа е приет от издателство „New American Library“. Трябват им още 2 години да го довършат и многообемният им първи роман „Грехове“ е издаден през 1982 г. под лесно запомнящия се псевдоним Джудит Гулд. Веднага след публикуването му той става бестселър и дава старт на тяхната обща писателска кариера. През 1986 г. романът е екранизиран в едноименния и много успешен ТВ минисериал с участието на Джоан Колинс, Тимъти Долтън и Жан-Пиер Омон.
След успеха на книгата и сериала те решават да продължават да пишат съвместно и под избрания псевдоним, като дълго време не разкриват самоличността си зад него. Двамата живеят и работят в продължение на 20 години в хотел „Челси“ в Ню Йорк, и за кратко в Сан Франциско.
Романите на писателите неизменно са в списъците на бестселърите. Те са издаден на 22 езика по целия свят.
Писателите живеят в долината на река Хъдсън в преустроен имот, датиращ отпреди Американската война за независимост. Обичат да пътуват търсейки обстановка за сюжетите на произведенията си.

## Произведения

### Самостоятелни романи
- Грехове, Sins (1982)
- Далия, Dazzle (1989)
- Никога достатъчно богати, Never Too Rich (1990)
- Завинаги, Forever (1992)
- Родена в Тексас, Texas Born (1992)
- Богати като Крез, Too Damn Rich (1993)
- До края на времето, Till the End of Time (1998)
- Рапсодия, Rhapsody (1999)
- Пещера на любовта, Time to Say Goodbye (2000)
- Сърце и душа, A Moment in Time (2001)
- Сърдечна криза, The Best Is Yet to Come (2002)
- Гръцка вила, The Greek Villa (2003)
- Афера в Париж, The Parisian Affair (2004)
- Кораб на мечтите, Dreamboat (2005)
- Тайната наследница, The Secret Heiress (2006)
- Greek Winds of Fury (2008)
- Meltemi: Greek Winds of Fury (2012)

### Серия „Любовниците“ (Love Makers)
1. Любовниците, Love-Makers (1986)
2. The Texas Years (1989)
3. Втора любов, Second Love (1997)

### Серия „Очарование“ (Dazzle The Trilogy)
1. Зенда, Senda (2011)
2. Тамара, Tamara (2011)
3. Далия, Daliah (2010)

### Сборници
1. Pursuit of the Green Lion / Stars (2000) – с Катрин Харви, Джудит Райли и Анита Шрив
2. Trilogy of Romances (2004) – с Айлин Гоудж и Ан Ривърс Сидънс

### Документалистика
- The World Who's Who of Women (1997)

### Филмография
- 1986 Sins – ТВ сериал